# Mirande
Mirande in francese e Miranda in guascone (varietà dell'occitano), è un comune francese di 4 022 abitanti, situato nel dipartimento del Gers (regione del Midi-Pirenei), sede di sottoprefettura, i cui cittadini sono chiamati Mirandesi. La cittadina è nota soprattutto per le sue fiere e per la produzione di Armagnac.

## Geografia fisica

### Territorio
Miranda è situata in Guascogna, nell'Astarac, e si estende su entrambe le rive della Grande Baïse. L'altitudine del centro capoluogo è di 163 m s.l.m. (municipio) mentre quella del territorio comunale va dai 139 ai 268 m s.l.m. La cittadina si trova, in linea d'aria, a circa 80 km dal capolupogo regionale (Tolosa), a 20 km da Auch, la sede della prefettura da cui dipende, a 65 km dai Pirenei e a 150 km dal golfo di Guascogna.

### Clima
Il paese, situato nella zona d'influenza del clima oceanico degradato, è caratterizzato da inverni miti e umidi, così come da estati moderatamente calde, con frequenti temporali.

## Toponomastica
L'origine del toponimo è quella di Miranda come casa o luogo fortificato che permette di osservare l'ambiente circostante, in latino ad loca finitima miranda, cioè che consente di osservare il luoghi o le posizioni più vicine (dal verbo latino deponente della prima coniugazione, a declinazione passiva, ma con senso attivo, miror, mirari nella forma infinitiva, corrispondente a "da ammirare", "da guardare", ma anche "per osservare" o "scrutare", onde evitare pericoli.

## Storia
Miranda è una bastide del XIII secolo, edificata sulla riva sinistra del fiume Baïse. Nei dintorni, numerose vestigia preistoriche e molti tumuli testimoniano di un'occupazione umana assai antica della località dove sarebbe sorto il paese.
Eminenti archeologi avanzano l'ipotesi di una colonizzazione gallo-romana del territorio su cui sorge Miranda, che è accreditata dalla pila e dai recinti funerari del quartiere d'Artigues, ma anche da diversi ritrovamenti fortuiti, di cui l'ultimo in data di tempo è quello di una testa in marmo in grandezza naturale, scoperta in occasione dei lavori eseguiti su una strada della cittadina.

### Fondazione
Miranda fu fondata nel 1281, nei pressi del villaggio di Saint-Jean-de-Lezian, dall'abate di Berdoues e dal conte di Astarac, Bernardo IV, che gli concesse le "consuetudini" spesso confermate e in seguito estese.
Il re di Francia, associato al loro "pariaggio", promise il suo sostegno alla città nascente.
La città presenta tracce di una bastide, con la sua piazza centrale e le strade perfettamente diritte, ed era protetta da una solida cinta muraria fortificata, che si apriva su quattro porte, le quali sono sopravvissute, almeno in parte, fino al XIX secolo.
Un magnifico castello comitale si ergeva al tempo fuori dalle mura.

### Crescita
Grazie alla sua posizione ideale sulla Baïse, Miranda conobbe una rapida espansione e non tardò a trovarsi stretta nelle sue fortificazioni. Dal 1297, divenne la capitale della contea di Astarac. La sua giurisdizione si estese ben presto a diciotto villaggi e si chiamò Pertica di Miranda. I mirandesi, gelosi dei loro diritti e della loro libertà, si misero subito in cerca di nuove concessioni. Per questo, entrarono successivamente in conflitto con il conte di Pardiac, i signori di Laas e Monclar, che erano anche i loro propri signori.
Nel 1283, Bernardo IV e sua moglie avevano fondato all'esterno della città il convento dei cordeliers, che fu ingrandito verso il 1320 su ordine di papa Giovanni XXII. Distrutto dai protestanti, poi ricostruito, è stato chiuso nel 1790 e abbandonato alle ingiurie del tempo. Allo stesso modo, nel 1320, una rivolta degli abitanti fu duramente repressa dal fratello del re, Carlo il Bello.
Nel 1338, un mirandese, P. Arnaud, combatté gl'inglesi agli ordini di Raimondo Arnaldo di Béarn, capitano di Marsan. Lo stesso anno, Filippo VI soccorse Miranda, attaccata da tutti i lati dai nemici della Francia.
Con il casato di Astarac, le milizie della piazza d'armi di Miranda si schierarono con il conte di Foix e il signore d'Antin, contro il conte di Armagnac e il barone di Montesquiou.
Le loro squadre devastatrici furono seguite da terribili rappresaglie e ci fu bisogno dell'intervento del Parlamento di Tolosa per mettervi fine, sotto Carlo VI.
Nel 1442, Giovanni III, conte di Astarac, condusse molti valorosi mirandesi alla spedizione di Carlo VII contro gl'inglesi e, nel 1453, a quella che tolse loro definitivamente la Guienna.
Nella battaglia di Castillon, egli comandava sessantasei uomini armati. Nel 1526, la contessa Marta d'Astarac assediò Miranda per vendicare un insulto che i suoi figli vi avevano ricevuto. Dopo alcuni assalti improduttivi, cambiò l'assedio in un blocco e, dal convento francescano dove si era trincerata, si diede ad ogni sorta di violenze sui suoi avversari.
La popolazione, coraggiosa, ma troppo debole per resistere a lungo, fece appello al Parlamento di Tolosa, che la liberò dall'implacabile contessa e confiscò la contea a favore della Corona.
Proseguirono le dispute nel Parlamento di Bordeaux, davanti al Gran Consiglio del Re e nel Parlamento di Parigi, e non si conclusero che nel 1562, con una transazione che rafforzò gli antichi privilegi dei mirandesi. Otto anni più tardi, il nipote di Marta, Enrico di Foix-Candale, entrò in possesso di tutto l'Astarac, per mezzo di lettere reali, date a Gallon.

### Tempi moderni
Nel 1577, un luogotenente del re di Navarra, agli inizi della sua lotta contro la Lega, prese Miranda. Con l'aiuto di alcuni nobili, tra cui il cavaliere d'Antras, capo del partito cattolico, gli abitanti si defilarono dalla guarnigione bearnese, al termine di un combattimento sanguinoso.
I vincitori seppero rispettare il futuro Enrico IV, che, pervenuto al trono di Francia, accordò loro nuovi favori.
Si mostrarono degni della benevolenza reale e si videro affidare la guardia della loro città nel 1615, a seguito di lettere molto lusinghiere della Corte, di cui due scritte da Luigi XIII di Francia.
Nel 1630 si stabilì a Miranda un convento di clarisse, che, ricostruito nel secolo successivo, subì durante la Rivoluzione francese la sorte di quello dei frati minori conventuali francescani, senza essere tuttavia abbandonato completamente, poiché divenne un collegio.
Miranda aveva anche un ospedale, detto di San Giacomo, nei pressi del fiume Baïse, aperto ai pellegrini in cammino per il santuario di Santiago di Compostela, e una confraternita di Penitenti Bianchi, fondata dal comune stesso sempre nel 1630.
Nel XVIII secolo, la prosperità della città s'accrebbe. Miranda possedeva a quell'epoca una fabbrica di ceramiche, una conceria e diversi laboratori artigiani di tessitura. Tuttavia, nessuna di queste attività imprenditoriali era significativa, e la città soffriva di non avere né un Siniscalcato, né un Vescovato.

### Rivoluzione francese e XIX secolo
Dopo il colpo di Stato del 2 dicembre 1851 di Luigi Napoleone Bonaparte, i repubblicani di Miranda e dei dintorni insorsero per difendere la Repubblica e riuscirono a tenere la cittadina per alcuni giorni.

## Società

### Evoluzione demografica
Abitanti censiti

## Amministrazione

### Gemellaggi
- Tubize, dal 1964
- Korntal-Münchingen, dal 1964
- San Mauro Torinese, dal 1991
- L'Eliana, dal 1991